# Eupithecia atromaculata
Eupithecia atromaculata là một loài bướm đêm trong họ Geometridae.